# Josef Elting
Josef Elting (nacido el 29 de diciembre de 1944 en Bocholt, Alemania) es un ex-futbolista alemán. Jugaba de arquero y su primer club fue el FC Bocholt.

## Carrera
Comenzó su carrera en 1962 jugando para el FC Bocholt. Jugó para el club hasta 1964. Ese año se fue al Schalke 04 Juega para el club hasta 1970. Ese año se fue al Kaiserslautern, en donde juega hasta 1974. Ese año se trasladó a España para formar parte del Real Murcia. Juega para el equipo español hasta 1975. Ese mismísimo año regresó a Alemania para unirse a las filas del Wuppertaler, en donde juega hasta 1977. Ese año se trasladó al FC Bocholt, en donde se retira finalmente en 1980.

## Clubes
| Club              | País     | Año       |
| ----------------- | -------- | --------- |
| FC Bocholt        | Alemania | 1962-1964 |
| Schalke 04        | Alemania | 1964-1970 |
| FC Kaiserslautern | Alemania | 1970-1974 |
| Real Murcia       | España   | 1974-1975 |
| Wuppertaler SV    | Alemania | 1975-1977 |
| FC Bocholt        | Alemania | 1977-1980 |